# لسانيات دقيقة
اللسانيات أو اللغويات الدقيقة هي فرع من فروع اللغويات التي تهتم بدراسة نظام اللغة المجرد، دون النظر إلى المعنى أو المحتوى النظري للتعبيرات اللغوية. في اللغويات الدقيقة، ترجع اللغة إلى العناصر العقلية المجردة لعلم النحو وعلم الأصوات. وهي عكس اللغويات الشاملة، والتي تشمل المعاني، وخاصة مع اللغويات الاجتماعية، التي تدرس كيفية عمل اللغة والمعنى داخل النظم الإنسانية الاجتماعية. استخدم مصطلح اللغويات الدقيقة لأول مرة في الطباعة من قبل جورج ليونارد تراجر، في مقال نشر في عام 1949 في دراسات في اللغويات: أوراق عرضية.